# Tim Jennings

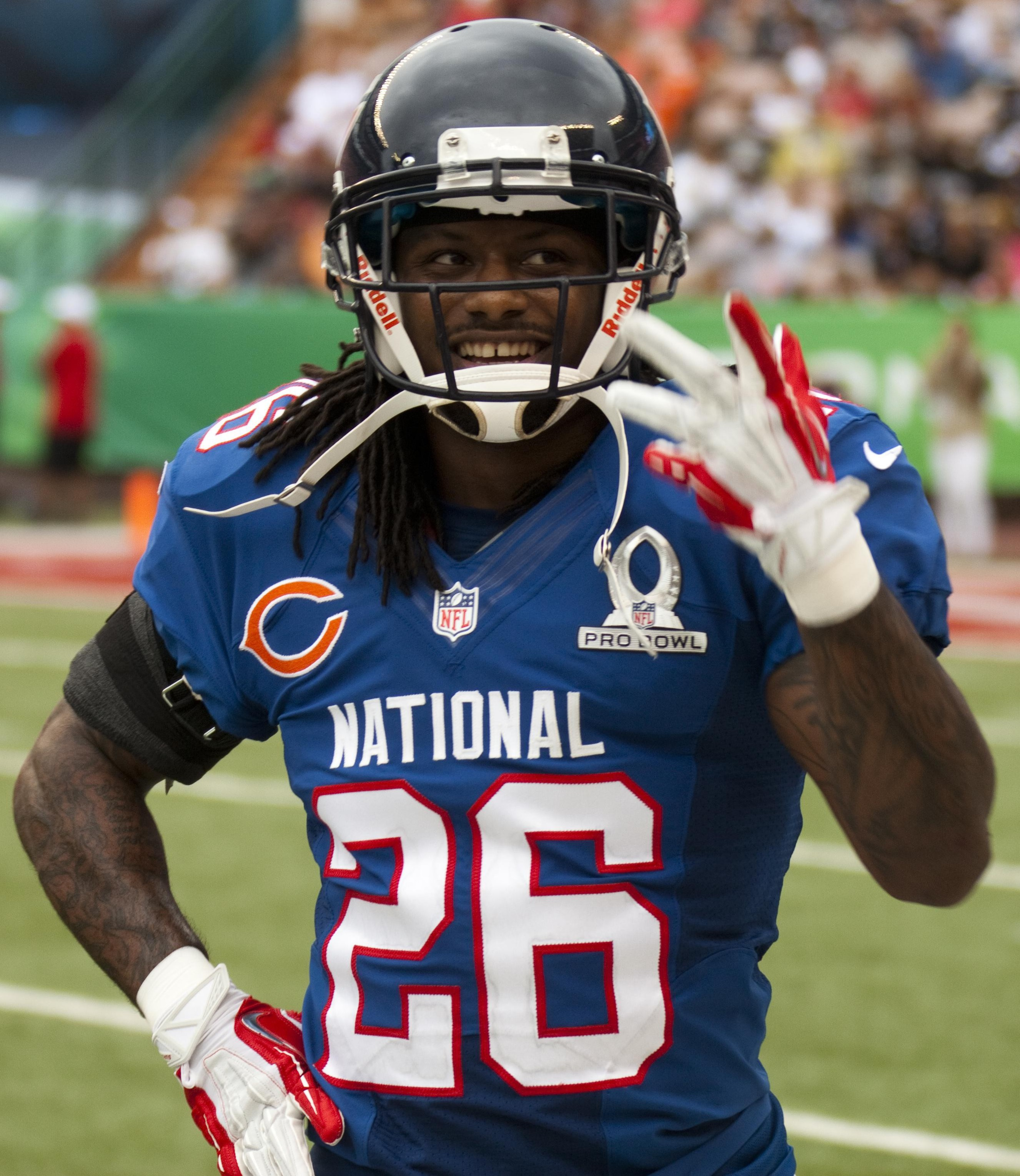
Jennings em 2013.

Tim Jennings (Orangeburg, 24 de dezembro de 1983) é um ex jogador de futebol americano que atuava na posição de cornerback na National Football League (NFL). Jennings atuou pela University of Georgia antes de se profissionalizar. Ele foi selecionado na segunda rodada do Draft de 2006 da NFL como pick nº 62 pelo Indianapolis Colts. Ele participou do time que venceu o Super Bowl XLI.
Como profissional, Tim Jennings fez 478 tackles, 20 interceptações e nove fumbles forçados.